# Gidanski poluotok
Gidanski poluotok (rus. Гыда́нский полуо́стров) geografsko je obilježje sibirske obale u Karskom moru. Ime je dobio po rijeci Gida koja teče na poluotoku. To je otprilike 400 km dum,aa širok  km šivaj široki poluotok leži između ušća rijeka Ob (Obski zaljev)  Jenisej (Jenisejski zaljev).Jugozapadni kut poluotoka ograničen je estuarijem Taza, a s druge strane rijeke nalazi se poluotok Jamal. Klima u cijelom području je arktička i oštra.

## Geografija
Gidanski poluotok uglavnom je ravnog reljefa, s brojnim jezerima i rijekama. Rijeka Tanama ima svoje izvore na poluotoku. Tlo mu se sastoji od permafrosta i prekriveno je tundrom.
Ovaj poluotok ima nekoliko rukavaca ili potpoluotoka koji se protežu prema sjeveru u Karsko more, gdje se nalaze neki veliki otoci uz njegove obale, uključujući Olenij, Šokalsko i Vilkicki. Na sjevernoj obali nalaze se dva zaljeva, uski i duboki Gidanski zaljev i manji Juratski zaljev. Poluotok nastao između Gidanskog i susjednog Juratskog zaljeva poznat je kao poluotok Mamonta (rus. Полуостров Мамонта – mamutski poluotok) i uski poluotok na sjeverozapadu formiran između ovog zaljeva i susjednog Obskog zaljeva poznat je kao poluotok Javaj (rus. полуостров Явай).
Gidanski poluotok nalazi se u ruskom Jamalskonenečkm autonomnom okrugu.

## Arheološko nalazište
Značajno arheološko otkriće s poluotoka je kostur mamuta koji se sada nalazi u zoološkom muzeju u Sankt-Peterburgu.

## Zaštita okoliša
Godine 1996. najsjeverniji 8 782 km2 proglašen je prirodnim rezervatom (zapovednik), uz opću zabranu prometa. Rezervatom Prirodni rezervat Gida upravljao je glavni grad regije Tazovski. Dana 10. prosinca 2019. zaštićeno područje je promijenjeno u nacionalni park.
Od 2014. na tlu poluotoka pojavile su se ogromne rupe široke gotovo 100 stopa, vjerojatno zbog izbijanja plina metana. Godine 2016., nakon pauze od 25 godina (lokalna istraživačka stanica zatvorena je 1991.), znanstvenicima je dopušteno da se vrate na lokaciju kako bi vodili geo-kriološke studije i pratili permafrost.
Godine 2020., službeno nakon najtoplijeg ljeta zabilježenog u regiji od 1881., teške mase mulja i permafrosta počele su kliziti u more Gidanskog zaljeva. Klizišta se također pripisuju nedavnom pokretanju projekta Arctic LNG 2, ogromnog mjesta za vađenje prirodnog plina izgrađenog u regiji.

## Nafta
Tvrtka za fosilni plin PAO Novatek od 2019. ima dozvolu za crpljenje prirodnog plina iz većeg dijela poluotoka. U 2020. tvrtka je predstavila planove za izgradnju velike luke u Obskom zaljevu za otpremu plina. Luka se zove Utrenneye, a projekt je nazvan Arctic LNG 2.

## Vanjske poveznice
|  | Zajednički poslužitelj ima još gradiva o temi Gidanski poluotok |